# Arazzi fiamminghi della basilica di Santa Maria Maggiore
Gli arazzi fiamminghi di Santa Maria Maggiore sono un ciclo di tredici arazzi a tema mitologico di varie misure realizzati da artisti e artigiani tessili differenti e conservati presso la basilica di Santa Maria Maggiore di Bergamo, indicati come manifattura di Bruxelles. La chiesa conserva anche tre arazzi fiamminghi a tema sacro realizzati nel 1686.

## Storia e descrizione
La lavorazione di manufatti che riproducevano su tessuto di lana arricchito con fili d'oro e di seta, disegni preparatori ebbe inizio fin dall'XI secolo. Inizialmente furono usati per coprire pareti rovinate, e a volta noleggiati per un breve periodo e poi riconsegnati all'artigiano arazziere, fino a diventare veri arredi murali. La presenza di manufatti atti a coprire le panche e le cassapanche è inserita in un inventario già da 1449: «quatuor banchaleria viridia figurata seu vergata», così come nell'inventario del 1521 viene indicata la presenza di “spalere”. 
(Angelo Meli 1962)

Negli ultimi decenni del XVI secolo, i sindaci della congregazione della Misericordia Maggiore volendo trovare la soluzione ottimale per coprire le parti usurate delle spalliere e di decorare la basilica mariana almeno durante particolari festività liturgiche: 
(29 gennaio 1580- Archivio della Fondazione MIA)
La chiesa si presenta con le pareti quasi completamente coperte da arazzi del XVII secolo.
Gli arazzi fiamminghi si dividono in due gruppi: quelli a carattere profano, e la trilogia a carattere sacro. 
Il primo gruppo si compone di 13 opere che si possono ulteriormente dividere in 3 sezioni. I primi otto, forse quelli meno curati, furono eseguiti in qualche laboratorio del nord Italia, e furono utilizzati come rivestimenti e coperture di spalliere e a copertura delle cantorie. Furono quindi acquistati senza che corrispondessero al desiderio dei sindaci la fondazione MIA che volevano decori a solo carattere religioso. Questi infatti furono acquisti da mercanti di passaggio e erano forse già stati usati. 
Gli arazzi si possono dividere in tre serie.

### Serie degli arazzi del Trionfo di Vespasiano
La serie si compone di cinque pezzi acquistati nel 1627 di cui quattro sono posti sul fronte delle cantorie, come era usanza nel Seicento data la loro grezza composizione, e sono quelli di maggior interesse artistico.
Se l'atto di acquisto conservato nell'archivio della fondazione è datato 23 agosto 1627: 
(Angeli Meli p. 14)
Secondo la storica Dahnens, gli arazzi sono di sicura fattura precedente, datandoli al 1550 essendo compatibili con lavori di Pieter Coecke van Aelst. La sigla MIA fu sicuramente apposta successivamente alla sua lavorazione, che farebbe pensare a una certa realizzazione cinquecentesca. La storica indica che vi sono assonanze con il Trionfi di Cesare di Andrea Mantegna.
Il primo arazzo raffigura un corte iniziato da un alfiere che regge un cartiglio avente la scritta: «S.P.Q.R.», a cui seguono due guerrieri completi di panoplie vinte si nemici, e una donna giovane avvolta in un velo che regge con la sinistra un vaso. Il corteo termina con il giovane Atlante che regge il globo sulle spalle simbolo dell'impero romano.
Il secondo di più grandi dimensioni, raffigura il carro trionfale con i trofei vinti in battaglia, anticipato da due putti musici che suonano il tamburo e una tromba. Il carro è trainato da cavalli accompagnato da due trombettieri e seguito dal simbolo della vittoria raffigurata come una donna alata che regge lo scettro e la corona che avanza sotto un baldacchino sorretto da quattro putti. Dietro di lei avanza il trionfatore completo di scettro e toga.
Il terzo raffigura il corteo dove avanzano due portantini che reggono il modello delle fortezze che l'esercito romano aveva espugnato, con due guerrieri che reggono la forma di una torre e di una città. Centrale al corteo vi è una donna che tiene sulla testa un cesto pieno di piccoli prigionieri. Seguono quattro guerrieri che sorreggono le raffigurazioni di Venere, Minerva e Giunone, e due candelieri.
Il quarto arazzo di minor misura, raffigura quattro portantini che sorreggono una lettiga colma di beni preziosi vinti al nemico. Chiudono il corteo due soldati completi di armatura ed elmo.
Il quinto arazzo è posto a sinistra dell'altare dedicato a san Giovanni Battista e raffigura un vessillifero con una ghirlanda d'alloro e uno con un piatto dove sono posti tutti i vessilli delle fortezze vinte, e come elemento decorativo la presenza di un cigno.
Il sesto e il settimo non seguono l'iconografia di quelli precedenti e sono posti a completamento della paratura delle cantorie rivolte verso la l'abside.
L'ottavo arazzo è conservato sulla parte a cui si accede alla sagrestia. Sarebbe stato identificato erroneamente in san Giorgio, essendo invece Perseo figlio di Giove e di Danae. La confusione nacque proprio dalla raffigurazione con la lancia che uccide il mostro marino identificato poi nel drago.

### Serie del ciclo di Daneo
La serie comprende gli arazzi nono e decimo ed è conservata sul dosso dell'organo posto a sinistra dell'abside. Il nono presenta uno stemma araldico di difficile comprensione che era già presente nel sesto arazzo e nel decimo. Questo li fa considerare della medesima serie e riprendono le opere di Bernard van Orley della metà del Cinquecento. Difficile interpretare i personaggi raffigurati, se non la certezza di essere a carattere mitologico e dovrebbero riprendere la leggenda di Daneo.

### Serie del cigno
La serie si compone di tre arazzi, di cui due presenti nel transetto sopra l'acquasantiera mentre il terzo posto sul dorso dell'organo destro. Vengono definiti del cigno perché entrambi raffigurano lo stemma del cigno bianco in campo rosso posto originariamente, e questo porterebbe a identificare la famiglia veneziana dei Cini. Lo storico Pinetti ne cita quattro, di cui uno conservato negli uffici della fondazione MIA, Raffigurano il mito dei fratelli Frisso ed Elle figli di Atamante e di Nefele, che dopo il secondo matrimonio di Tebe, furono oggetto di odio e vessazione da parte della sposa Ino che volle la loro morte, la quale rovinò il raccolto di grano. I primi due arazzi raffigurano Ino tra i seminatori. La seconda parte presenta l'oracolo che indicava la causa della carestia conseguente alla rovina del raccolto ai due fratelli, mentre nel terzo riquadro è raffigurato Giove che salva i due giovani. L'ultimo presenta l'ariete che cavalcato dai due fratelli spicca il volo nel cielo. Le raffigurazioni sono simili nei tre arazzi, in quello minore vi sono aggiunte due parti: Elle che cade in mare a cui diede il nome di Ellesponto e Frisso che sacrifica l'ariete a Giove appendendone il vello su di un albero. Da cui il mito del vello d'oro come a volte viene chiamato questo arazzo.